# Tokyo Xtreme Racer Advance
Tokyo Xtreme Racer Advance es un videojuego de carreras desarrollado por David A. Palmer Productions y publicado por Crave Entertainment para Game Boy Advance. Es parte de la serie Tokyo Xtreme Racer. Fue lanzado el 15 de abril de 2005 en Norteamérica y el 28 de julio de 2006 en Europa.

## Jugabilidad
Tokyo Xtreme Racer Advance es un juego de carreras renderizado en gráficos 3D. El principio de juego es similar al de otras partes de la serie: el jugador conduce por la carretera y desafía a los corredores callejeros que pasan a una competencia. Durante la carrera, el indicador del jugador y su oponente se llena, lo que sucede más rápido para el participante líder: cuando el indicador se llena, este participante gana. Por ganar, recibirás dinero, que puedes gastar en la compra de autos nuevos y tuning de los existentes. Hay 3 ubicaciones disponibles en el juego, con 2 pistas en cada una: Tokio, Londres y Los Ángeles. También hay 4 modos disponibles: "Misión", "Carrera rápida", "Contrarreloj" y "Carrera libre".

## Desarrollo
Tokyo Xtreme Racer Advance se anunció el 6 de mayo de 2004. El desarrollo fue realizado por David A. Palmer Productions y publicado por Crave Entertainment. El juego fue creado para el sistema portátil Game Boy Advance. Tokyo Xtreme Racer Advance incluye las características principales de entregas anteriores de la serie, como carreras en carretera y modificación de automóviles, pero también contiene innovaciones únicas como Londres y Los Angeles como ubicaciones de juego. Tokyo Xtreme Racer Advance se mostró en E3 2004.
El lanzamiento del juego estaba originalmente previsto para el cuarto trimestre de 2004, pero luego se trasladó a enero de 2005. La fecha de lanzamiento final fue el 15 de abril de 2005, cuando Tokyo Xtreme Racer Advance comenzó a distribuirse en Norteamérica. El 28 de julio de 2006 el juego fue lanzado en Europa, donde también fue publicado por Liquid Games y Oxygen Games. Así, Tokyo Xtreme Racer Advance se convirtió en la única entrega de la serie que no se estrenó en Japón.

## Recepción
Tokyo Xtreme Racer Advance recibió críticas indulgentes por parte de los críticos. En el sitio web AllGame, el juego obtuvo 2.5 estrellas de 5. Frank Provo le dio a Tokyo Xtreme Racer Advance 7.1 puntos sobre 10, citando las ventajas de una gran cantidad de competidores, carreteras realistas y gráficos impresionantes en 3D, y las desventajas de las primeras pistas demasiado simplificadas, la falta de multijugador y "terribles". música, incluso llamando a la sala de juegos "una reproducción fiel de los juegos de consola de Tokyo Xtreme Racer": "Puede que no se parezca a eso hermoso ni ofrece tantas funciones, pero no es inferior a otros juegos de carreras disponibles para GBA".